# Podgórze (Niemstów)
Podgórze – osada wsi Niemstów w Polsce, położona w województwie dolnośląskim, w powiecie lubińskim, w gminie Lubin.
W latach 1975–1998 osada położona była w województwie legnickim. 